# Церква Вознесіння Господнього (Бабин)
Церква Вознесіння Господнього — чинна дерев'яна церква у селі Бабин Івано-Франківської області, Україна. Пам'ятка архітектури національного значення №1159, належить до типових гуцульських дерев'яних церков. Парафія належить до Косівського деканату Івано-Франківської єпархії ПЦУ. 

## Історія

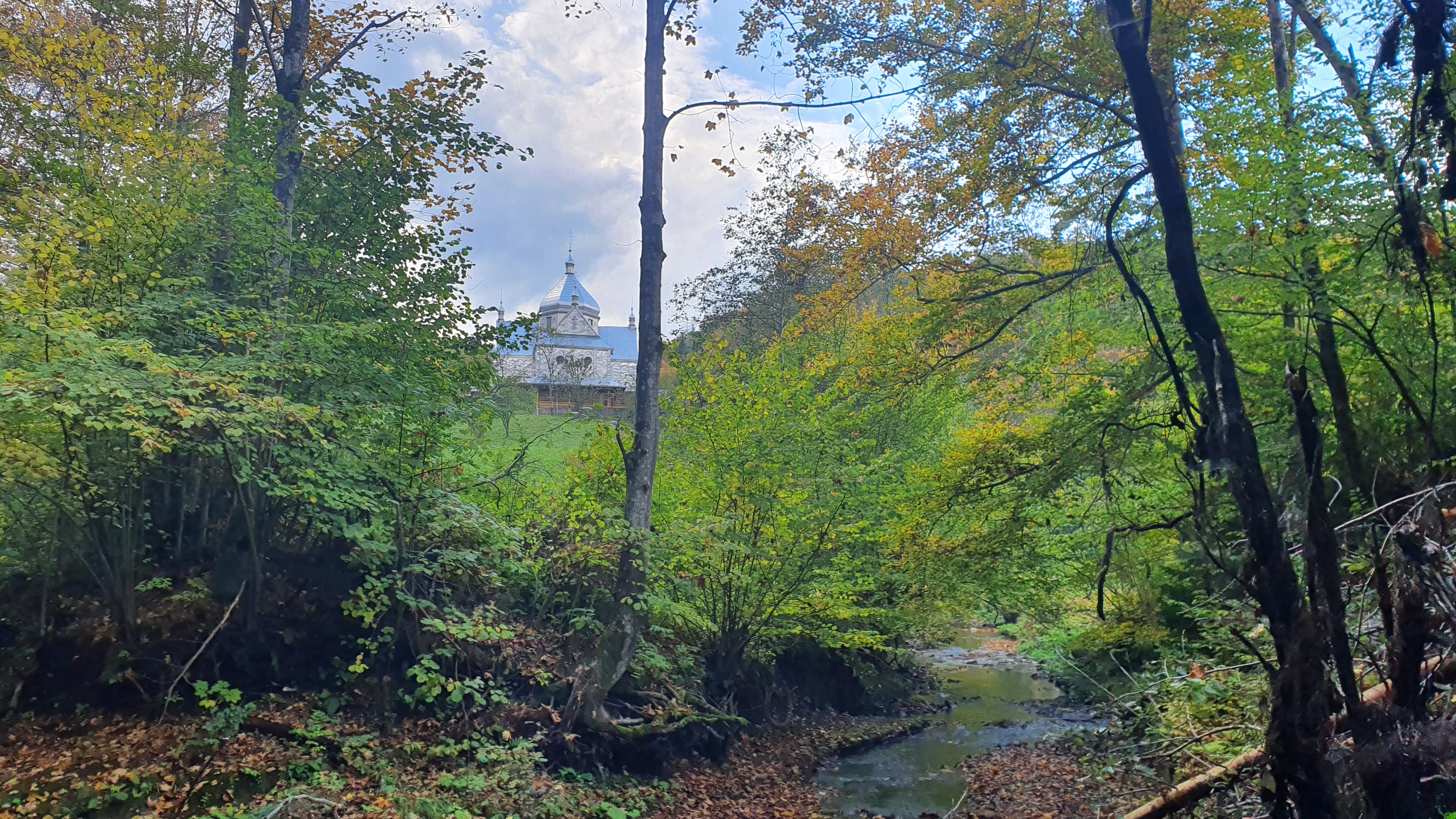

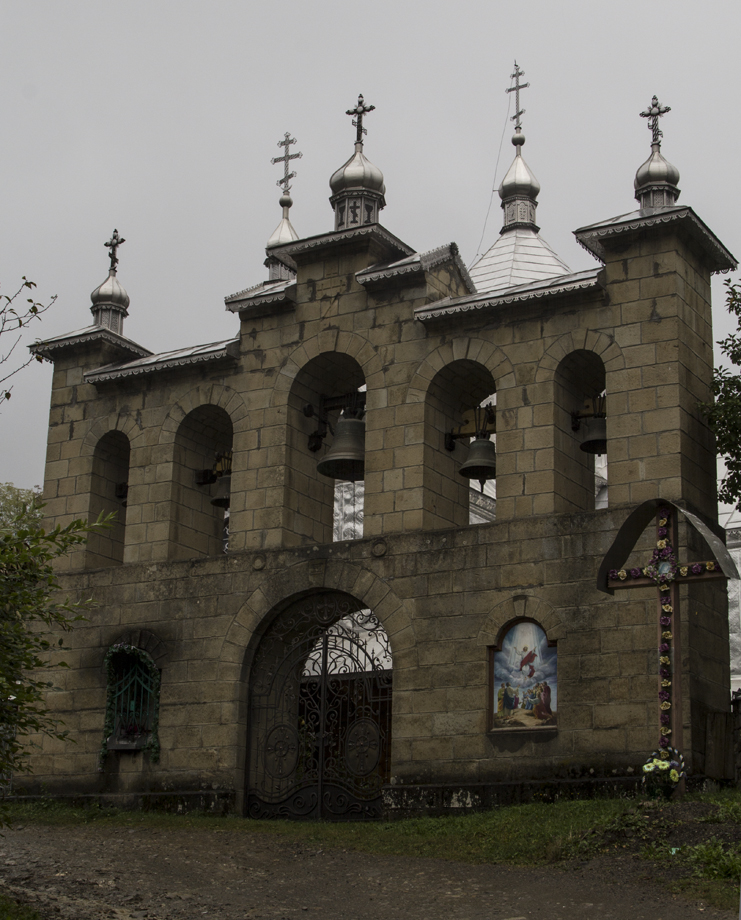
Надбрамна дзвіниця

Церква датується 1894 роком, освячена в 1896 році, розташована в північній частині села біля головної дороги.
У радянський період церква охоронялася як пам'ятка архітектури Української РСР (№ 1159).  
З 1983 по 1986 роки в церкві служив о. Василь Романюк — Патріарх Київський і всієї Руси-України. Церква в користуванні громади Православної церкви України, служить з 1993 р. о. Михайло Ганущак.

## Архітектура
Церква хрестоподібна п'ятизрубна в плані з великим центральним зрубом нави та відносно вузькими зрубами бокових рамен. Церква має три входи, які збудовані у вигляді ганків. 
Над квадратним зрубом нави розташована восьмистороння основа, яку перекриває шатрова баня. Бокові зруби перекриті двоскатними дахами, які мають маківки. Церкву охоплює опасання, розташоване на вінцях зрубів. Бокові зруби з навою в інтер'єрі поєднані арками. Нава відкрита на всю висоту до бані. Стіни над опасанням перекриті карбованою бляхою.

### Дзвіниця
Біля церкви розташована прямокутна мурована надбрамна дзвіниця, побудована з пісковика, входить до складу пам'ятки. Дзвіниця має п'ять арок для дзвонів на другому ярусі.